# Cormeray
Cormeray is een gemeente in het Franse departement Loir-et-Cher (regio Centre-Val de Loire). De plaats maakt deel uit van het arrondissement Blois. Cormeray telde op 1 januari 2022 1.568 inwoners.

## Geografie
De oppervlakte van Cormeray bedroeg op 1 januari 2022 10,31 vierkante kilometer; de bevolkingsdichtheid was toen 152,1 inwoners per km².

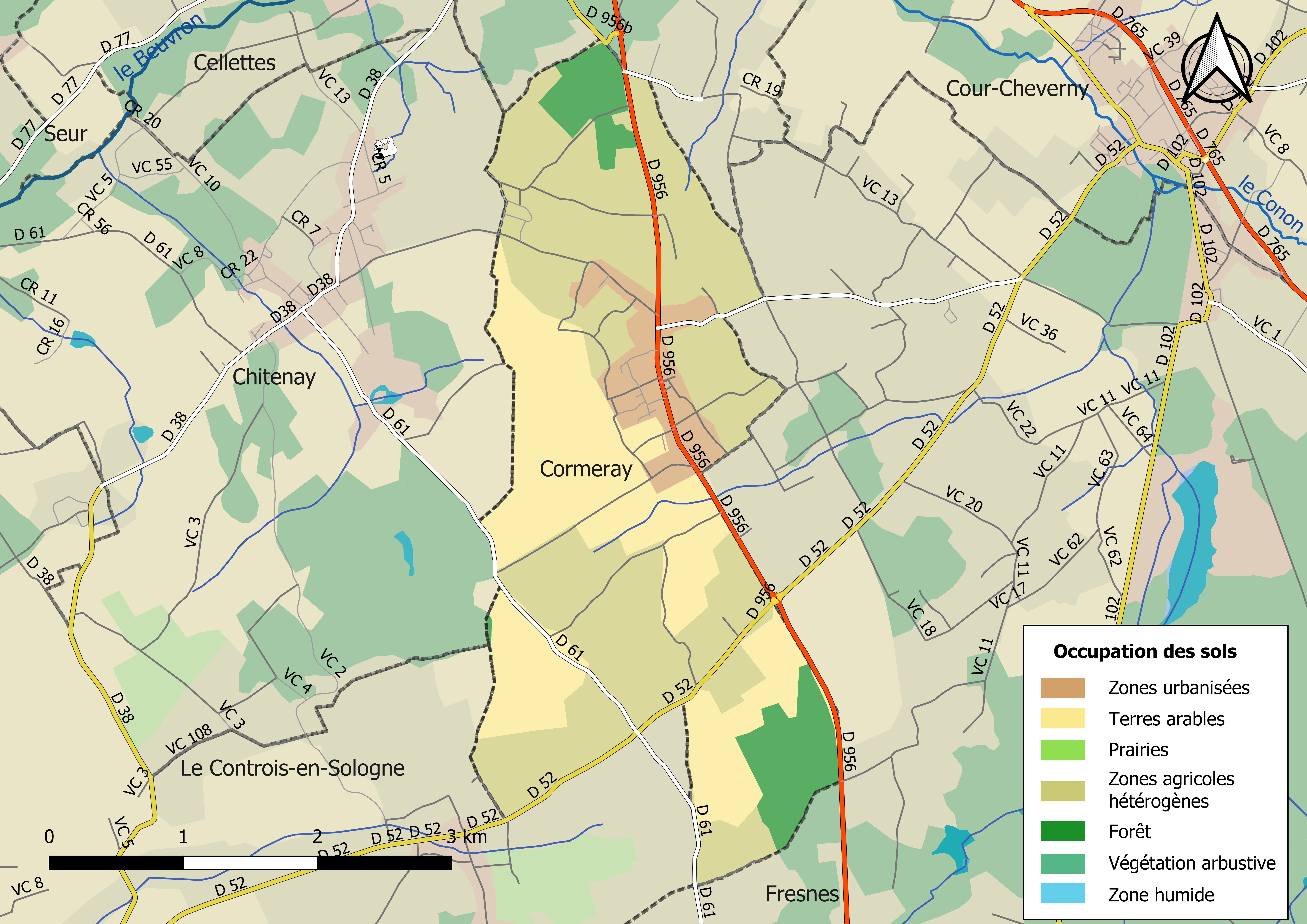
Kaart van de gemeente met de belangrijkste infrastructuur, bodemgebruik en omliggende gemeenten

## Demografie
Onderstaande figuur toont het verloop van het inwonertal (bron: INSEE-tellingen).